# Critical Zone
Critical Zone (Originaltitel: منطقه بحرانی Mantagheye bohrani, dt.: „Kritische Zone“) ist ein Spielfilm von Ali Ahmadzadeh aus dem Jahr 2023. Das mit Laiendarstellern besetzte Drama erzählt vom Alltag eines Drogendealers in Teheran. Die Koproduktion zwischen dem Iran und Deutschland, überwiegend mit versteckter Kamera gedreht, wurde Anfang August 2023 beim Locarno Film Festival uraufgeführt, wo sie den Hauptpreis gewann. Filmemacher Ahmadzadeh war es von den iranischen Behörden verboten worden, seinen Film dort zu zeigen, und er durfte nicht am Festival teilnehmen.

## Handlung
Teheran in der Gegenwart: Amir verdient sich als Drogendealer seinen Lebensunterhalt. Er lebt allein in einer Wohnung mit seiner Zwergbulldogge „Mr. Fred“. Nachdem er aus dem Tunnelsystem der städtischen Ringstraßen mit einer Tasche mit unter anderem Marihuana, Haschisch und Opium nach Hause zurückgekehrt ist, sortiert er die Drogen und backt zwei Bleche voll mit Hashcookies. Danach steigt er in sein Auto und trifft seine Kunden, denen er „wie ein moderner Prophet“ Erleichterung verschafft. Dabei wird er von der weiblichen Stimme seines GPS-Systems durch die nächtliche Stadt geleitet, die Amir auch vor Straßensperren, Radarfallen und weiteren Gefahren warnt. Zu seinen Kunden zählen neben verloren wirkenden jungen Männern am Straßenrand auch, eine junge Yoga-Lehrerin für Kinder oder ein alter Palliativpatient in einem Krankenhaus, den er gemeinsam mit einer Pflegerin mit den Hashcookies füttert. Auch versorgt Amir einige Prostituierte, darunter ein Transmensch, umsonst mit Drogen, während er einer Witwe bei der Rettung ihres polytoxikomanen Sohnes hilft, indem er ihm eine Mischung aus Pillen und Opiumtee verordnet. Von einer aus Amsterdam kommenden iranischen Flugbegleiterin erhält er Drogen und Bier im Tausch gegen Opium. Mit ihr wird er auch intim, während später Verfolger auf seiner Spur sind.

## Hintergrund

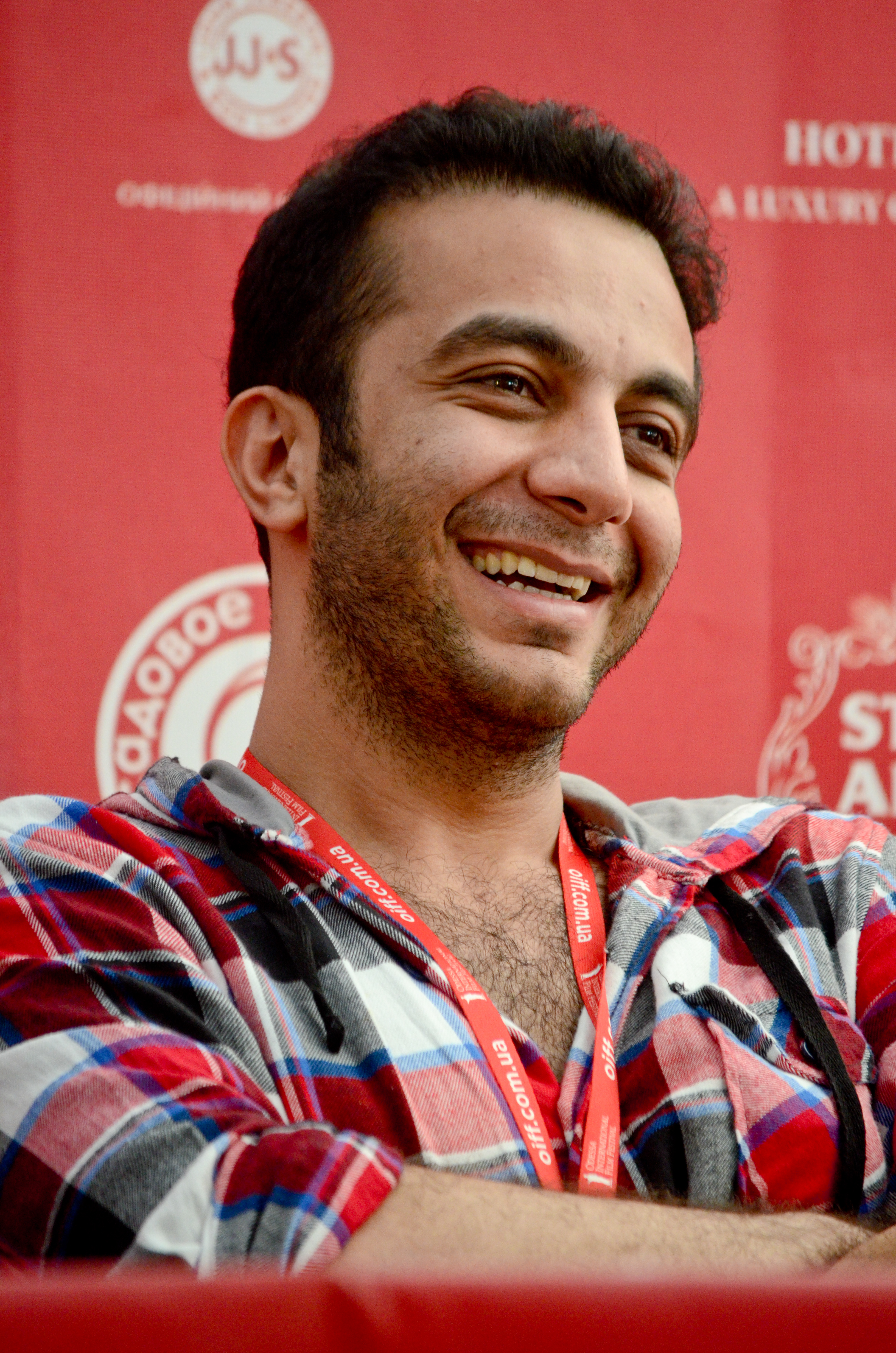
Ali Ahmadzadeh (2015)

Critical Zone ist der vierte Spielfilm des iranischen Regisseurs, Drehbuchautors, Filmproduzenten und -editors Ali Ahmadzadeh. Im Katalog des Filmfestivals von Locarno erklärte er, dass er statt mit professionellen Schauspielern „mit echten Menschen gearbeitet“ habe. Bei den Dreharbeiten, die noch vor den Protesten im September 2022 an Originalschauplätzen in Teheran stattfanden, musste die Filmcrew laut Ahmadzadeh die Kamera meist „verstecken oder Wege finden, um die Hindernisse zu umgehen“. Er beschrieb den Filmdreh als „eine Rebellion“. Ihn einem zu zeigen, sei „ein noch grösserer Sieg“. Es sollen „drei leicht zu versteckenden Mini-Kameras“ zum Einsatz gekommen sein.
Neben Ahmadzadeh zeichnete der im Exil lebende Sina Ataeian Dena als Koproduzent verantwortlich. Die Kamera führte Abbas Rahimi, den Schnitt übernahm Ahmadzadeh selbst. Die Filmmusik steuerte Milad Movahedi bei. Eine Drehgenehmigung der iranischen Regierung lag nicht vor. Außerdem soll Ahmadzadeh seit geraumer Zeit mit einem „Arbeitsverbot“ belegt gewesen sein. Laut Dena, habe das iranische Regime versucht, den Filmemacher zum Rückzug seines Films aus Locarno zu bewegen. Doch Ahmadzadeh habe sich den Druckversuchen widersetzt und sich geweigert, zu Verhören zu erscheinen. „Er glaubt nicht an die Zensurregeln, er steht ein für die Rede- und Kunstfreiheit. Wie viele andere hat er seine Angst abgelegt, ist ein Teil der Protestbewegung“, so Dena über Ahmadzadeh.

## Veröffentlichung und Rezeption
Die Premiere von Critical Zone erfolgte am 10. August 2023 im internationalen Wettbewerb des 76. Filmfestivals von Locarno. Ali Ahmadzadeh war von den iranischen Behörden aufgefordert worden, seinen Film dort nicht zu zeigen und durfte nicht zum Festival anreisen. Da keine offizielle Drehgenehmigung vorgelegen hatte, wurde ihm sein Visum für die Ausreise entzogen. Das Locarno Film Festival unter dem künstlerischen Leiter Giona Nazzaro rief das iranische Regime erfolglos zur sofortigen Freilassung Ahmadzadehs auf. Koproduzent Sina Ataeian Dena befürchtete, dass der Filmemacher nach dem Festival verhaftet werden könnte.
Die deutschsprachige Filmkritik lobte Critical Zone nach seiner Uraufführung und sah in diesem weitgehend einen verdienten Festivalgewinner:
Der unabhängige Schweizer Journalist Michael Sennhauser sah einen gemächlichen Film, „der seine zentrale Metapher in Variationen“ auskoste. Ahmadzadeh zeige „eine alternative Form des gesellschaftlichen Lebens im Iran [...] eine metaphorisch unterfütterte Darstellung eines Lebens, das nüchtern nicht auszuhalten“ sei. Aufgrund des Fehlens des Regisseurs müsse sich das internationale Festivalpublikum „eine Interpretation zurechtlegen [...], um von dieser dann wiederum zu versuchen, auf die Verhältnisse im Iran zu schliessen“.
Daniel Kothenschulte (Frankfurter Rundschau) pries das Werk als finsteres „Gesellschaftsporträt“ und wahren „Underground-Film“. Ahmadzadeh habe mit Critical Zone einen sensationellen Film geschaffen. Kothenschulte hob die visionären Bilder und die sparsame, aber zielsicher eingesetzte, bittersüße Filmmusik von Milad Movahedi hervor. Die Figur des Amir schippere „wie ein mythologischer Fährmann“ und „vielfach umarmte Todesengel an den Ufern seines Hades entlang“.
Patrick Heidmann (Stuttgarter Nachrichten) rezensierte Critical Zone als ungestümen, energiegeladenen, auch enervierenden und visuell eindrucksvollen Film, „der für eine neue Generation im iranischen Kino“ stehe „und sehr viel weniger klausuliert als andere“ zeige, „warum und für wen ein radikaler Umbruch im Iran überfällig“ sei. Auch könne die spätere Auszeichnung mit dem Hauptpreis von Locarno Ahmadzadeh Schutz im Iran geben. Obwohl die Dreharbeiten vor den im Herbst 2022 ausgebrochenen Protesten im Iran stattgefunden hätten, würden „doch all die Konflikte, Kämpfe und Themen, um die es dort“ gehe, aufgegriffen. Dieselbe Beobachtung machte die freiberufliche Journalistin Susanna Petrin. Critical Zone bilde „die Wut der jungen Generation ab“ und ihr kam es vor, als ob Ahmadzadeh „schon bei den Dreharbeiten die Frauenrevolte vorausgesehen hätte“. Besonders eindrücklich erschien ihr eine Szene, in der sich eine junge Frau ohne Hidschāb aus dem Fenster eines fahrenden Autos lehnt und „46 Jahre Frauenunterdrückung durch die aufoktroyierte Kultur radikalislamischer Kleriker aus der Seele“ schreie.
Marian Wilhelm von der österreichischen Tageszeitung Der Standard befand, dass der Film „durchaus mehr als ein bloßes Statement des Ungehorsams unter erschwerten Produktionsbedingungen“ sei. Critical Zone nehme „das für den iranischen Film so typische Motiv der Autofahrt auf“ und finde „eindrückliche atmosphärische Bilder“. Angesichts der Tatsache, dass im Iran die Todesstrafe für Drogendelikte gilt, werde die „surrealistisch-symbolische Verbrechergeschichte wiederum politisch“.
Michael Ranze (Frankfurter Allgemeine Zeitung) sah in der späteren Preisvergabe „zugleich künstlerische Anerkennung und ein Zeichen der Solidarität mit den Filmemachern in Iran“. Urs Bühler (Neue Zürcher Zeitung) lobte in einer Festivalzusammenfassung Critical Zone als „einen faszinierend rauschartigen Trip durch Teheran“.

## Auszeichnungen
Für Critical Zone erhielt Ali Ahmadzadeh bei seiner ersten Wettbewerbseinladung den Goldenen Leoparden, den Hauptpreis des Filmfestivals von Locarno, den er sich mit Koproduzent Sina Ataeian Dena teilte. Der Jury stand der französische Schauspieler Lambert Wilson vor. Da Ahmadzadeh nicht anreisen konnte, nahm Dena bei der Preisverleihung die Auszeichnung allein entgegen.